# Patrice Mottiez
Patrice Mottiez (Saint-Maurice, 28 januari 1963) is een Zwitsers voormalig voetballer die speelde als middenvelder.

## Carrière
Mottiez speelde van 1982 tot 1992 voor Neuchâtel Xamax en werd met hen twee keer landskampioen in 1987 en 1988. Hij speelde daarna nog van 1992 tot 1993 voor FC Fribourg.
Hij speelde negen interlands voor Zwitserland waarin hij niet tot scoren kwam.

## Erelijst
Neuchâtel Xamax
- Landskampioen: 1987, 1988